# Рахман Біліджі
Рахман Біліджі (тур. Rahman Bilici; нар. 28 жовтня 1989, Ашкале, провінція Ерзурум) — турецький борець греко-римського стилю, бронзовий призер чемпіонату світу, бронзовий призер Кубку світу, учасник Олімпійських ігор.

## Життєпис
Боротьбою почав займатися з 1999 року.
Виступав за борцівський клуб ASKI, Анкара. Тренер — Мехмет Акіф Пірім.

## Спортивні результати на міжнародних змаганнях

### Виступи на Олімпіадах
| Змагання                    | Збірна    | Вагова категорія                 | Місце |
| --------------------------- | --------- | -------------------------------- | ----- |
| Літні Олімпійські ігри 2012 | Туреччина | греко-римська боротьба, до 60 кг | 17    |

### Виступи на Чемпіонатах світу
| Змагання                        | Збірна    | Вагова категорія                 | Місце  |
| ------------------------------- | --------- | -------------------------------- | ------ |
| Чемпіонат світу з боротьби 2018 | Туреччина | греко-римська боротьба, до 63 кг | Бронза |
| Чемпіонат світу з боротьби 2019 | Туреччина | греко-римська боротьба, до 63 кг | 9      |

### Виступи на Чемпіонатах Європи
| Змагання                         | Збірна    | Вагова категорія                 | Місце |
| -------------------------------- | --------- | -------------------------------- | ----- |
| Чемпіонат Європи з боротьби 2009 | Туреччина | греко-римська боротьба, до 60 кг | 17    |
| Чемпіонат Європи з боротьби 2013 | Туреччина | греко-римська боротьба, до 60 кг | 14    |
| Чемпіонат Європи з боротьби 2014 | Туреччина | греко-римська боротьба, до 59 кг | 5     |
| Чемпіонат Європи з боротьби 2018 | Туреччина | греко-римська боротьба, до 63 кг | 10    |
| Чемпіонат Європи з боротьби 2019 | Туреччина | греко-римська боротьба, до 63 кг | 10    |
| Чемпіонат Європи з боротьби 2020 | Туреччина | греко-римська боротьба, до 63 кг | 7     |

### Виступи на Кубках світу
| Змагання                    | Збірна    | Вагова категорія                 | Місце  |
| --------------------------- | --------- | -------------------------------- | ------ |
| Кубок світу з боротьби 2010 | Туреччина | греко-римська боротьба, до 60 кг | Бронза |
| Кубок світу з боротьби 2012 | Туреччина | греко-римська боротьба, до 60 кг | 7      |

### Виступи на інших змаганнях
| Змагання                                                      | Збірна    | Вагова категорія                 | Місце  |
| ------------------------------------------------------------- | --------- | -------------------------------- | ------ |
| Турнір Вехбі Емре 2010                                        | Туреччина | греко-римська боротьба, до 60 кг | 7      |
| Кубок Ядегара Імама 2012                                      | Туреччина | греко-римська боротьба, до 60 кг | 5      |
| Олімпійський кваліфікаційний турнір з боротьби 2012 (Тайюань) | Туреччина | греко-римська боротьба, до 60 кг | Бронза |
| Турнір Вехбі Емре 2013                                        | Туреччина | греко-римська боротьба, до 60 кг | 17     |
| Турнір Дана Колова — Николи Петрова 2013                      | Туреччина | греко-римська боротьба, до 60 кг | Золото |
| Турнір Вехбі Емре 2014                                        | Туреччина | греко-римська боротьба, до 59 кг | Бронза |
| Турнір Дана Колова — Николи Петрова 2014                      | Туреччина | греко-римська боротьба, до 59 кг | Бронза |
| Золотий Гран-прі з боротьби 2014 (Сомбатгей)                  | Туреччина | греко-римська боротьба, до 59 кг | Срібло |
| Турнір Вехбі Емре і Гаміта Каплана 2015                       | Туреччина | греко-римська боротьба, до 66 кг | 32     |
| Меморіал Іона Корнеану 2015                                   | Туреччина | греко-римська боротьба, до 59 кг | 5      |
| Олімпійський кваліфікаційний турнір з боротьби 2016 (Стамбул) | Туреччина | греко-римська боротьба, до 59 кг | 7      |
| Турнір Вехбі Емре і Гаміта Каплана 2017                       | Туреччина | греко-римська боротьба, до 59 кг | 18     |
| Кубок Владислава Пітласинські 2017                            | Туреччина | греко-римська боротьба, до 59 кг | 15     |
| Гран-прі Загреба з боротьби 2018                              | Туреччина | греко-римська боротьба, до 63 кг | Срібло |
| Турнір Дана Колова — Николи Петрова 2018                      | Туреччина | греко-римська боротьба, до 63 кг | 8      |
| Турнір Вехбі Емре і Гаміта Каплана 2018                       | Туреччина | греко-римська боротьба, до 63 кг | Срібло |
| Турнір Дана Колова — Николи Петрова 2019                      | Туреччина | греко-римська боротьба, до 63 кг | Бронза |
| Турнір Вехбі Емре і Гаміта Каплана 2021                       | Туреччина | греко-римська боротьба, до 63 кг | 5      |
| Турнір Вехбі Емре і Гаміта Каплана 2022                       | Туреччина | греко-римська боротьба, до 63 кг | 9      |

### Виступи на змаганнях молодших вікових груп
| Змагання                                       | Збірна    | Вагова категорія                 | Місце  |
| ---------------------------------------------- | --------- | -------------------------------- | ------ |
| Чемпіонат Європи з боротьби серед кадетів 2006 | Туреччина | греко-римська боротьба, до 58 кг | Золото |
| Чемпіонат Європи з боротьби серед юніорів 2007 | Туреччина | греко-римська боротьба, до 60 кг | Золото |
| Чемпіонат світу з боротьби серед юніорів 2007  | Туреччина | греко-римська боротьба, до 60 кг | Золото |
| Чемпіонат світу з боротьби серед юніорів 2008  | Туреччина | греко-римська боротьба, до 60 кг | Золото |
| Чемпіонат Європи з боротьби серед юніорів 2009 | Туреччина | греко-римська боротьба, до 60 кг | Бронза |
| Чемпіонат світу з боротьби серед юніорів 2009  | Туреччина | греко-римська боротьба, до 60 кг | Срібло |